# 杜凤梧
杜凤梧（1792年6月17日—1852年9月22日），字秋来，号尺巢，浙江上虞县长塘人，清朝官员。

## 生平
乾隆壬子闰四月二十八日生。道光三年（1823年）癸未科進士，任职泾县知县。咸丰壬子八月初九日卒。
曾创建长塘镇新杜家台门。